# Michelle Brouwer
Michelle Brouwer (Leeuwarden, 17 februari 1991) is een Nederlands schrijfster van Nederlandstalige poëzie en fictie. In april 2024 werd ze voor een periode van twee jaar benoemd tot de eerste stadsdichter van Almelo.

## Leven en werk
Brouwer groeide op in Leeuwarden, woonde als tiener in de omgeving van Holwerd en ging naar de havo aan het Dockinga College in Dokkum. Ze verhuisde in 2008 naar Zwolle om journalistiek te studeren, maar maakte deze opleiding niet af.

### Opleiding
In 2012 begon Brouwer aan de opleiding Creative Writing van ArtEZ Academie voor beeldende kunsten Arnhem, waarvan ze in 2016 afstudeerde. Haar afstudeerproject, de road-poetrybundel raas, werd goed ontvangen. Ze mocht zich hiermee rekenen tot de dertien beste afstudeerders van ArtEZ Arnhem (Art & Design): de Arnhemse Nieuwe 2016.

### Carrière
Brouwer begon haar professionele schrijfcarrière na het winnen van de Lowlands-schrijfwedstrijd in 2012. In de jaren erna publiceerde ze in verschillende literaire tijdschriften en op online-platforms, zoals Op Ruwe Planken, De Optimist en Meander. Ook trad ze op verschillende literaire evenementen op, zoals Onbederf’lijk Vers, Noorderzon en Dichters in de Prinsentuin. Ze was op televisie te zien in het programma Jacobine op zondag tijdens de Poëzieweek van 2016. Brouwer was van 2018 tot 2019 lid van het Dichtersgilde van Overijssel, waar ze samen met andere dichters de literaire ambassadeur van de provincie vormde.
In 2024 werd ze voor een periode van twee jaar benoemd tot de eerste stadsdichter van Almelo.

## Prijzen en onderscheidingen
- Lowlands-schrijfwedstrijd met kortverhaal Madeliefje (2012)
- IJsselbiënnale Poëzieprijs (Dichter op de IJssel) met gedicht wervelkolom (2017)

## Privéleven
In 2017 verhuisde Brouwer naar Almelo, waar ze thans woont met haar gezin.